# Frank Freeman (arquitecto)
Frank Freeman (Hamilton, 1861, Nueva York, 13 de octubre de 1949) fue un arquitecto canadiense establecido en Brooklyn, Nueva York, considerado uno de los máximos exponentes del estilo arquitectónico románico richardsoniano y que después adoptó el neoclasicismo.  Se le calificó como el mayor arquitecto de Brooklyn. Muchos detalles de su vida y su trabajo permanecen desconocidos, y el propio Freeman recibió pocos reconocimientos fuera de su ámbito de trabajo. Muchas de sus edificaciones han sido demolidas, pero la mayoría de las que permanecen han recibido protección como puntos de interés, edificios independientes o parte de distritos históricos.

## Vida y carrera
Freeman nació en la ciudad canadiense de Hamilton (Ontario) en 1861. A principios de la década de 1880 llegó a Nueva York, donde consiguió un puesto inferior en un estudio de arquitectura mientras estudiaba la carrera.
En 1885, ya con la titulación de arquitecto, creó su propio estudio e inmediatamente consiguió grandes proyectos, siendo uno de los primeros el Hotel Margaret en 1888. 
Freeman tenía despachos en Brooklyn y en Nueva York, y más tarde en el Edificio Sun en el 280 de Broadway.  Sus diseños eran tanto para el área de Manhattan como para Long Island y ocasionalmente para otros emplazamientos, pero la gran mayoría de sus edificios fueron construidos en Brooklyn.
Sus primeros trabajos pertenecían al estilo románico richardsoniano, en el que era considerado un maestro. Tras la Exposición Mundial Colombina de Chicago de 1893, este estilo pasó de moda y Freeman se adaptó rápidamente a la nueva tendencia neoclásica realizando el mayor edificio de este estilo, el Brooklyn Savings Bank, incluso antes de que la exposición mundial hubiera finalizado. Freeman también incorporó elementos de otros estilos en sus trabajos, como del renacimiento italiano, Beaux Arts, neocolonialismo y elementos de  arquitectura ecléctica.
Encabezó la Junta de Dirección del Crescent Athletic Club (cuya sede diseñó en 1906), y fue miembro de la Iglesia Episcopal de la Sagrada Trinidad del barrio de Heights (Brooklyn). 
Falleció el 13 de octubre de 1949 en una casa de convalecencia en Montclair, Nueva Jersey, a la edad de 88 años tras una larga enfermedad. Tuvo dos hijas, Katharine C. Freeman y Dorothea F. Sellew.
La familia de Freeman se deshizo de la documentación y registros pocos días antes de que el historiador Alan Burnham se los solicitara, por lo que los historiadores han tenido que acudir a los registros municipales para reconstruir los detalles de su carrera.

## Obras destacadas
- Edificio de la Jefatura de bomberos de Brooklyn
- Brooklyn Savings Bank
- Herman Behr Mansion
- Hotel Margaret (demolido)
- Thomas Jefferson Association Building (demolido)